# جورج هولت
جورج هولت (بالإنجليزية: George Holt)‏ هو مخرج وممثل أمريكي، ولد في 30 سبتمبر 1878 في الولايات المتحدة، وتوفي بنفس المكان في 18 يوليو 1944.

## وصلات خارجية
- جورج هولت على موقع IMDb (الإنجليزية)
- جورج هولت على موقع أول موفي (الإنجليزية)
- جورج هولت على موقع قاعدة بيانات الأفلام السويدية (السويدية)
- جورج هولت على موقع قاعدة بيانات الفيلم (الإنجليزية)
- جورج هولت على موقع كينوبويسك (الروسية)